# Moby Magic
Il Moby Magic è stato un traghetto della compagnia di navigazione Moby Lines, che ha utilizzato questo nome dal 1998 al 2005, anche se venne effettivamente dismesso nel 2003.

## Servizio
La nave fu varata nel 1974 con il nome di J.J. Sister, entrando in servizio nel settembre successivo per la compagnia spagnola Trasmediterránea su un collegamento tra Cadice e le Isole Canarie. Rimase su questa rotta fino al 1994, con l'eccezione di un breve periodo, nell'inverno 1985-1986, durante il quale la linea fu allungata passando anche per Genova e le Baleari. Fu poi noleggiata alla Corona Line, che a febbraio 1994 la impiegò per collegare Gdynia e Karlskrona con il nome di Balanga Sister.
Nel 1995 la Corona Line fallì e la nave fu posta in disarmo a Barcellona, prima di essere noleggiata alla Topas Maritime Lines, che la utilizzò in estate su una rotta tra Italia, Grecia e Turchia. Finito il noleggio, nel 1997 il traghetto fu venduto alla Moby Lines (già proprietaria della gemella Moby Fantasy), prendendo il nome di Moby Magic e venendo immessa sulla Genova - Bastia e, successivamente, sulla Livorno - Olbia.

### L'incidente del 2003 e la fine
L'11 settembre 2003, durante un viaggio tra Livorno e Olbia, la nave si scontrò con un corpo sommerso, probabilmente la Secca dei Monaci, nei pressi dell'isola Caprera, forse a causa di un errore nella rotta. Non ci furono vittime né feriti gravi tra i passeggeri e i membri dell'equipaggio, ma la nave, che aveva imbarcato molta acqua anche in sala macchine, dovette essere evacuata e rimorchiata nel vicino porto di Golfo Aranci. Rimase in disarmo nel porto sardo fino al 2005, quando fu venduta per la demolizione in Turchia, compiendo il suo viaggio finale a dicembre.

## Navi gemelle
- Moby Fantasy